# Cornelis Kempenaar
Cornelis Kempenaar (Woubrugge, 9 maart 1775 - aldaar 30 juli 1851) was een Nederlandse burgemeester.

## Leven en werk
Kempenaar werd in 1775 geboren als zoon van Johannes Kempenaar en Neeltje Mous. Kempenaar werd in 1801 aangesteld als notaris van Esselijkerwoude. Tevens was hij, als gaarder, belast met de belastinginning in zijn werkgebied. Hij werd op 28 december 1812 benoemd tot maire van Woubrugge. De benaming van deze functie veranderde in 1817 in schout. In 1825 werd Kempenaar benoemd tot burgemeester en secretaris van Woubrugge. In 1817 was Kempenaar ook al benoemd tot gemeenteontvanger. In 1830 legde hij de functies van secretaris en ontvanger neer. Zijn zoon Jacob werd in zijn plaats benoemd tot secretaris en ontvanger. Kempenaar werd per 1 januari 1850, op 74-jarige leeftijd, weer herbenoemd als burgemeester. Hij zou tot zijn overlijden in 1851 burgemeester van Woubrugge blijven.
Kempenaar trouwde op 2 mei 1797 met Antje Kroon. Kempenaar was onder meer ook hoofdingeland van Rijnland en dijkgraaf van de Vierambachtspolder.